# Municipio de Coatepec (Puebla)
El municipio de Coatepec (del náhuatl: coatl, tepetl, c ‘serpiente, cerro, en’‘En el cerro de las serpientes’) es uno de los 217 municipios que constituyen el estado mexicano de Puebla. Fue establecido el 14 de septiembre de 1930 y su cabecera es la localidad de Coatepec.

## Historia
Los primeros pobladores de la región fueros grupos totonacas tributantes a Texcoco. En 1522 fueron sometidos por los españoles tras la conquista de México, encontrándose bajo el control eclesiástico de la orden franciscana.
El 14 de septiembre de 1930 Coatepec se estableció como municipio libre, separándose de Camocuautla y Hermenegildo Galeana.

## Geografía
El municipio se encuentra a una altitud promedio de 1046 m s. n. m., oscilando entre 300 m s. n. m. en la mínima y 1400 m s. n. m. en el punto más alto.
Coatepec colinda al norte con el municipio de Hermenegildo Galeana y Olintla; al este con Hermenegildo Galeana y el municipio de Camocuautla; al sur con Hueytlalpan; y al oeste con Olintla y Hueytlalpan.

### Orografía e hidrografía
El municipio pertenece a la región del declive del Golfo, por lo que posee un relieve muy accidentado, con varias chimeneas volcánicas. Posee cumbres que alcanzan los 900 metros sobre el nivel mar, sin embargo el terreno desciende hasta los 400 m s. n. m. hacia el suroeste. Sus suelos se formaron en la era Mesozoica, su uso principalmente es ganadero, forestal y agrícola. El municipio pertenece a la región hidrológica Lerma-Santiago.

### Clima
El clima del municipio es semicálido subhúmedo con lluvias todo el año. El rango de temperatura promedio es de 18 a 24 grados celcius y el rango de precipitación media anual es de 2400 a 2600 mm.

## Demografía
De acuerdo al último censo, realizado por el INEGI en 2010, en el municipio habitan 758 personas. La densidad de población es de 62 habitantes por kilómetro cuadrado. El 85% de los habitantes de Coatepec habla una lengua indígena, siendo el idioma más hablado el totonaco.

### Localidades
En el municipio existen 3 localidades, de las cuales la más poblada es la cabecera, Coatepec.
| Código INEGI | Localidad | Población (2010) | Altitud (m s. n. m.) | Categoría  |
| ------------ | --------- | ---------------- | -------------------- | ---------- |
| 210300001    | Coatepec  | 681              | 1029                 | Pueblo     |
| 210300003    | Coatepec  | 8                | 1007                 | Indefinida |
| 210300004    | Kuwit     | 69               | 969                  | Indefinida |

## Gobierno
El gobierno de Coatepec está conformado por seis regidores, un síndico y un presidente municipal, puesto que desempeña Reynaldo Miramon Jiménez para el periodo 2014-2018. Pertenece al XXIV Distrito Electoral Local con sede en Zacatlán y al II Distrito Electoral Federal de Puebla, también asentado en Zacatlán.